# ROW Rybnik (2011)
ROW Rybnik – polski klub żużlowy z Rybnika.
W rozgrywkach ligowych brał udział w roku 2012.
W sezonie 2013 do rozgrywek przystąpił ŻKS ROW Rybnik.

## Historia
Klub został powołany w 2011 roku, w obliczu problemów Rybnickiego Klubu Motorowego. Wystartował w lidze w sezonie 2012. W tym samym roku powstało, działające niezależnie od spółki ROW, stowarzyszenie ŻKS ROW Rybnik, które zgłosiło się do rozgrywek ligowych w sezonie 2013.

## Sezony
| Sezon | Rozgrywki ligowe | Rozgrywki ligowe | Rozgrywki ligowe | Uwagi                    |
| Sezon | Liga             | Liga             | Miejsce          | Uwagi                    |
| ----- | ---------------- | ---------------- | ---------------- | ------------------------ |
| 2012  | III              | II liga          | 2/6              | Przegrane baraże o awans |

| Poziom ligowy | Liczba sezonów | Sezony |
| ------------- | -------------- | ------ |
| III           | 1              | 2012   |

## Osiągnięcia

### Międzynarodowe
Poniższe zestawienia obejmują osiągnięcia klubu oraz indywidualne osiągnięcia zawodników krajowych (w zawodach drużynowych, par i indywidualnych) i zagranicznych (w zawodach indywidualnych) w rozgrywkach pod egidą FIM oraz FIM Europe.

#### Mistrzostwa świata
Indywidualne mistrzostwa świata juniorów
- 3. miejsce (1):
  - 2012 –  Mikkel Bech